# Neolaccogrypota
Neolaccogrypota is een geslacht van halfvleugeligen uit de familie schuimcicaden (Cercopidae). De wetenschappelijke naam van dit geslacht is voor het eerst geldig gepubliceerd in 1924 door Lallemand.

## Soorten
Het geslacht Neolaccogrypota  is monotypisch en omvat slechts de volgende soort:
- Neolaccogrypota brunnea Lallemand, 1924